# Fritz ter Wey
Fritz ter Wey (* 5. Dezember 1943 in Aachen) ist seit 1994 in der Nachfolge von Kurt Thomas und Alexander Wagner als Professor Leiter des Fachbereichs Chorleitung und Chorerziehung an der Hochschule für Musik Detmold. Er ist unter anderem Gründer und Leiter der national und international anerkannten Ensembles der junge chor aachen und modus novus.
Sein eigenes Konzept als Chorleiter und Chorerzieher wurde wesentlich von drei Musikerpersönlichkeiten geprägt, die seine Lehrer und Vorbilder waren: Hermann Schroeder (Köln),  Felix de Nobel (Amsterdam) und  Eric Ericson (Stockholm).
Der Schwerpunkt seiner künstlerischen Arbeit liegt dabei im Bereich der A-cappella-Chormusik des 20. Jahrhunderts. Eine Reihe von CD-Produktionen und über 60 Rundfunkproduktionen bei in- und ausländischen Sendern belegen sein Engagement und begründen sein Renommee auf diesem Gebiet. Besonders seine Aufnahmen mit Chorwerken von Ernst Krenek und Paul Hindemith fanden in der Fachwelt große Anerkennung.
Seit fast 30 Jahren ist Fritz ter Wey Kursleiter und Gastdirigent bei internationalen Festivals und Chorkursen. Seit 1982 ist er regelmäßig bei Europa Cantat, einem der bedeutendsten europäischen Chortreffen, als Chor- und Atelierleiter aktiv. Gastdirigate verbanden und verbinden ihn mit in- und ausländischen Rundfunkchören. Auch als international angesehener und gefragter Leiter von Chorleitungskursen und als Juror zahlreicher Chorwettbewerbe hat Fritz ter Wey sich einen Namen gemacht.
Zahlreiche zeitgenössische Komponisten (u. a. Henk Badings, Jürg Baur, Vic Nees und Raymond Schroyens) haben für seine Ensembles komponiert oder diesen Uraufführungen anvertraut.
Ter Wey war Musiklehrer am Aachener Pius-Gymnasium sowie am Aachener Kaiser-Karls-Gymnasium.